# Почта Кипра
Почта Кипра (англ. Cyprus Post, или Департамент почтовой связи Кипра англ. Cyprus Department of Postal Services) — оператор почтовой связи Кипра, управляющий государственной почтой. Наследием британского колониального правления является использование стоячих почтовых ящиков с инициалами британского монарха, хотя после обретения независимости они были окрашены в жёлтый цвет.

## Описание

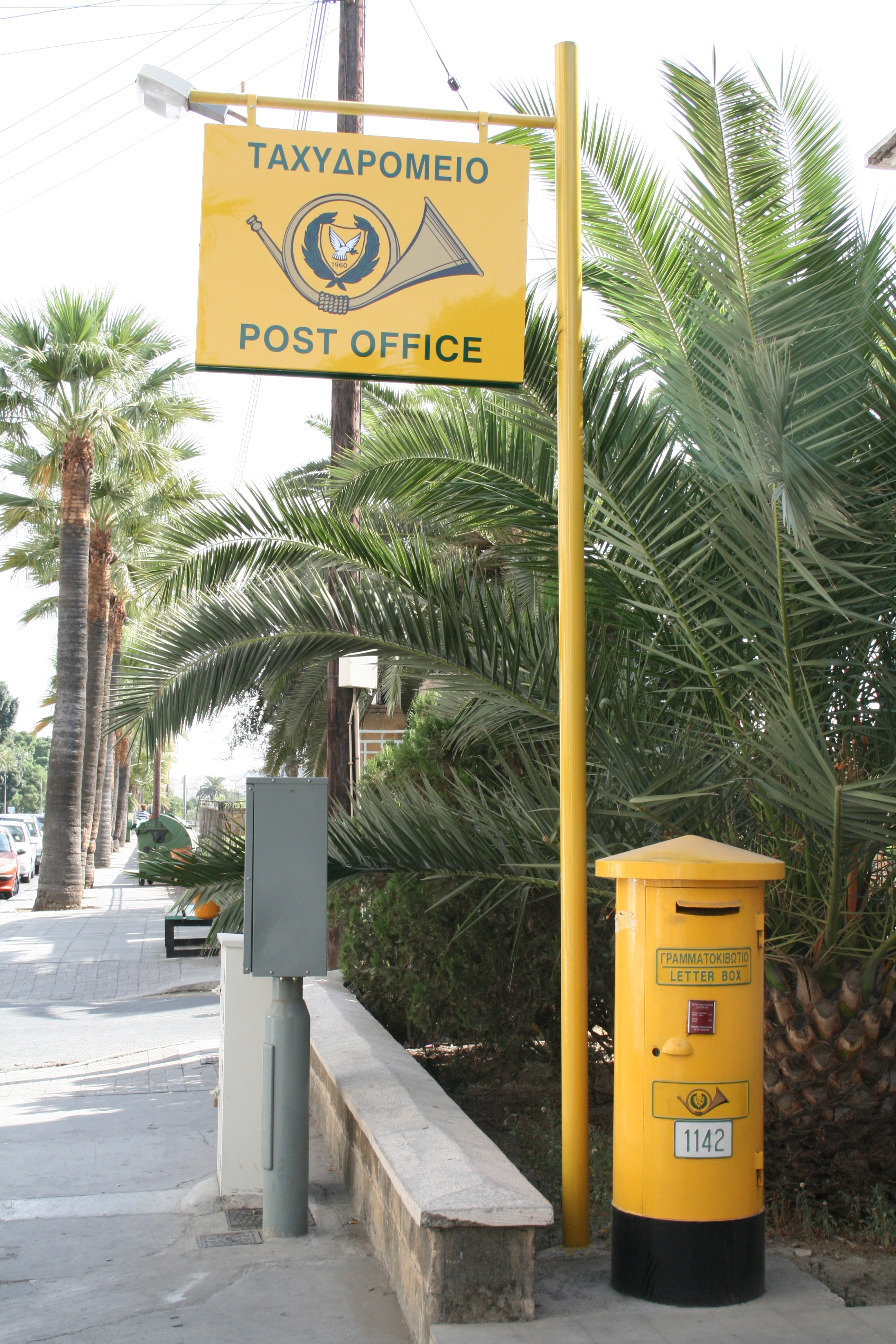
Типичная вывеска почтового отделения с современным стоячим почтовым ящиком

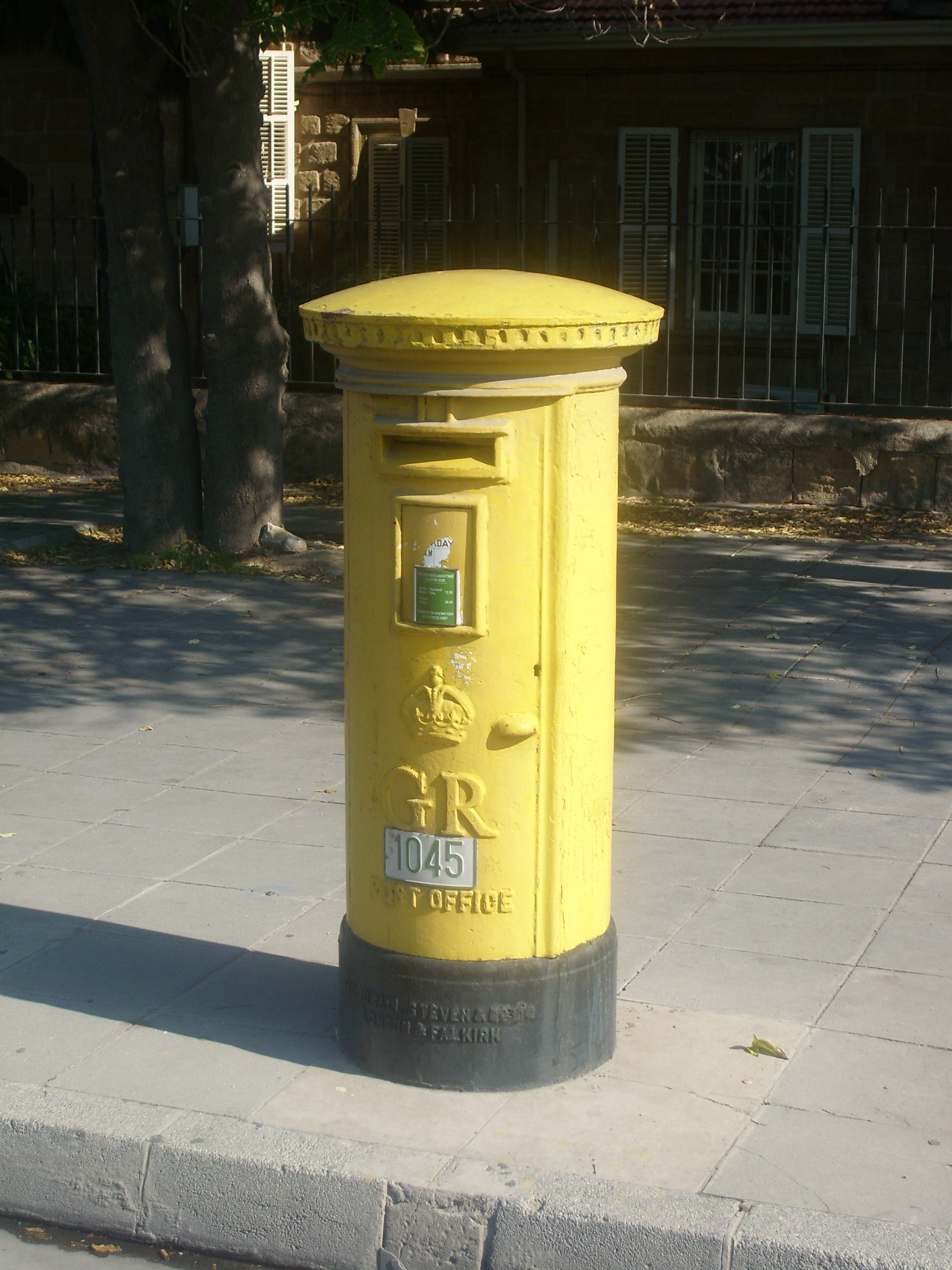
Старый стоячий почтовый ящик

Департамент почтовой связи (Cyprus Post) находится в ведении Министерства транспорта, коммуникаций и работ. Его деятельность регулируется Законом о почтовом ведомстве (Post Office Law), Гл. 303, а также Законом о регулировании электронных коммуникаций и почтовой связи (Regulation of Electronic Communications and Postal Services Law) 2004 год (№ 112 (I)/2004) с соответствующими изменениями и дополнениями, который инкорпорировал в кипрское законодательство директивы ЕС №№ 97/67/EC, 2002/39/EC и 2008/6/EC.

## История
Современная почтовая связь на Кипре началась с захвата острова Великобританией в 1878 году. Почти сразу же британская колониальная администрация под руководством первого верховного комиссара Великобритании и губернатора Кипра сэра Гарнета Уолсли (Garnet Wolseley) приступила к созданию на острове почтовой службы в британском стиле, при этом из Главного почтового управления в Лондоне был прислан С. Р. Френч (S.R. French).

## Почтовые индексы
В 1994 году на Кипре был принят новый почтовый индекс. Буквенно-цифровой код предваряет название города или населённого пункта, например:
CY-1900 NICOSIA
CYPRUS
Префикс «CY» требуется только для почтовых отправлений, отправляемых из-за границы.
Диапазоны почтовых индексов для административных районов следующие:
- Район Никосия : 1000—2999
- Район Лимасол : 3000-4999
- Район Фамагуста : 5000-5999.
- Район Ларнака : 6000-7999
- Район Пафос : 8000-8999
- Район Кириния : 9000-9999

Эта система охватывает весь остров, включая спорную территорию, находящуюся под турецкой оккупацией и известную как «Турецкая Республика Северного Кипра», но присвоено было лишь несколько индексов. Почтовые отправления в эту часть острова необходимо отправлять через «МЕРСИН 10, ТУРЦИЯ» (MERSIN 10, TURKEY), поскольку она не признана Всемирным почтовым союзом.